# قرع الأصابع
قرع الأصابع هي إصدار صوت فرقعة أو طقطقة بواسطة الأصابع. تحدث هذه العملية عن طريق بناء شد بين الإبهام و إصبع أخر (الوسطى، أو سبابة، أو بنصر) ومن بعدها يتحرك الإصبع الأخر بقوة إلى الأسفل حيث يرتطم براحة اليد بسرعة. ويمكن عمل ذلك بطريقة أخرى، عن طريق ضغط الوسطى مع الإبهام ومن ثم دفع الوسطى إلى راحة اليد.

## الفيزياء
هناك ثلاث مكونات لإصدار صوت فرقعة الإصبع:
1. صوت الاحتكاك بين الوسطى والإبهام.
2. صوت ارتطام الوسطى مع اليد جاعلاً البنصر مع راحة اليد.
3. صوت الفرقعة الناتج من الضغط المفاجئ يتبعه ضغط منخفض بشكل سريع. 
صوت الفرقعة هو أوضح الأصوات المسموعة من بين المكونات الثلاث، لأنه يجعل الهواء ينضغط ثم يعود ليقل الضغط عنه وبذلك يصنع موجة صوتية يمكن سماعها، إضافةً لذلك فإن إصبع البنصر أيضاً له دور في عمل هذا الصوت.

## في الثقافات
في اليونان القديمة، استخدمت فرقعة الأصابع من قبل الملحنين والراقصين لإبقاء الإيقاع، والحيلولة عن انقطاعه، وعرف ذلك بكلمات منها:  "ἀποληκέω" (أبوليكيو)، "ἀποκρότημα" (أبوكروتيما) (من الفعل "ἀποκροτέω" - أبوكروتيو «ووالتي تعني فرقعة الأصابع») و"ἐπίπταισμα" (إبيبتايزما). ولازالت فرقعة الأصابع شائعة في اليونان الحديثة.
وقد تستخدم فرقعة الأصابع على بديل لتصفيق اليد. نادي جامعة ميكيجان منز جلي كان له عِرف قديم لفعل هذا. وينص تاريخ النادي على أن، «السبب وراء هذا أنك لا تستطيع التصفيق وأنت تحمل الجعة في نفس الوقت، وسبب آخر محتمل أن فرقعة الأصابع أقل إزعاجاً من التصفيق خلال الإلقاءات والمحاضرات.» وكذلك أصبحت فرقعة الأصابع خلال إلقاء الشعر عرفاً. تستخدم فرقعة الأصابع للفت انتباه شخص ما وذلك عند فرقعتها فجأة وبشكل متكرر.

## في الموسيقى
العديد من الحضارات، يُستخدم صوت فرقعة الأصابع في العديد من الموسيقات والأغاني المختلفة، وغالباً ما يكون دورها الرئيسي والأساسي هو الإيقاع، ففي الحضارة السومطرية، فرقعة الأصابع، مع لطم الصدر، هو نوع شائع من الموسيقى. 

## الاختلافات
البشكن (بالفارسي: بشكن)، ويعرف أيضاً بالفرقعة الفارسية، هو فرقعة أصابع شعبية في إيران تستلزم كلتا اليدين. ويصنع صوت طقطقة شبيه لعملية فرقعة الأصابع العادية، ولكنّه أعلى منها.